# TRT 2
TRT 2 es el segundo canal de televisión de Türkiye Radyo Televizyon Kurumu (TRT), la empresa de radiodifusión pública de Turquía.

## Historia
La Corporación Turca de Radio y Televisión (TRT) creó un segundo canal a mediados de los años 1980. El 6 de octubre de 1986 comenzaron las emisiones regulares de TRT 2, con una programación en la que predominaban las series extranjeras, la cultura y los contenidos sin cabida en el primer canal. A partir de los años 1990 se establecieron desconexiones regionales para Anatolia Suroriental.
En 2001 el segundo canal adoptó una programación especializada en noticias, hasta tal punto que TRT lo convirtió en un canal de información continua, TRT Haber, a partir del 18 de marzo de 2010.
La marca TRT 2 no fue recuperada hasta el 22 de febrero de 2019, con una frecuencia propia en televisión digital terrestre. La programación del nuevo canal está basada en cultura, divulgación y retransmisiones artísticas. Este cambio no supuso la desaparición de TRT Haber, pues se quedaron con una frecuencia propia.